# Гимн Иордании
Ас-салам ал-малаки ал-урдуни — гимн Иордании.
Является официальным гимном с независимости 1946. Текст писал Абдельмуним аль-Рифаи. Композитор: Abdul-Qadir.

## Текст в арабском оригинале
عاش المليك

عاش المليك

سامياً مقامهُ

خافقاتٍ في المعالي أعلامه

نحن أحرزنا المنى

يوم أحييت لنا

نهضة تحفزنا

تتسامى فوق هامِ الب

يا مليك العرب

لك من خير نبي

شرف في النسب

حدثت عنه بطون الكتب

الشباب الأمجد

جندك المجند

عزمه لا يخمد

فيه من معناك رمز الدأب

يا مليك العرب

لك من خير نبي

شرف في النسب

حدثت عنه بطون الكتب

دمت نوراً وهدى

في البرايا سيدا

هانئا ممجدا

تحت أعلامك مجد العرب

يا مليك العرب

لك من خير نبي

شرف في النسب

حدثت عنه بطون الكتب

## Русский перевод
Да здравствует король!

Да здравствует король!

Его правление возвышено,

Его флаги развеваются нам на славу.

Мы достигли нашей цели,

Настал наш час,

Свобода нас мотивирует!

Нам по плечу полет даже самых высоких орлов.

О ты, царь арабов,

Из благородных кровей.

Честь династии,

О тебе будут говорить следующие поколения!

Все юноши и девушки,

Краса и слава нашего народа,

Их решимость непобедима!

Они присягают на верность одному тебе!

О ты, царь арабов,

Из благородных кровей.

Честь династии,

О тебе будут говорить следующие поколения!

Ты остаёшься светлым правителем,

Примером для нас, находясь вдали от всех грехов и неправильных действий,

Живи счастливо и будь почитаем!

Твой флаг — опора и слава всех арабов.

О ты, царь арабов,

Из благородных кровей.

Честь династии,

О тебе будут говорить следующие поколения!